# Mathieu Bauderlique
Mathieu Bauderlique, född den 3 juli 1989 i Hénin-Beaumont, är en fransk boxare.
Han tog OS-brons i lätt tungvikt i samband med de olympiska boxningstävlingarna 2016 i Rio de Janeiro..